# La Foire des ténèbres (roman)
Pour les articles homonymes, voir Something Wicked This Way Comes.
La Foire des ténèbres (titre original : Something Wicked This Way Comes) est un roman fantastique de Ray Bradbury paru aux États-Unis en 1962. Il est publié en France en 1964 dans la collection Présence du futur des éditions Denoël.
Le roman est adapté au cinéma par Jack Clayton en 1983 avec un scénario écrit par Ray Bradbury lui-même. Voir La Foire des ténèbres.

## Résumé
Jim Nighshade et William Halloway, deux camarades sur le point de fêter leurs quatorze ans en cette fin octobre, vont vivre l'expérience la plus marquante de leur vie avec l'arrivée dans leur ville de l'Illinois d'une fête foraine et de son étrange propriétaire, Monsieur Dark...

## Différentes éditions françaises
- Éditions Denoël, collection Présence du futur nos 71-72, premier trimestre 1964, réédité en 1979, 1983 et 1995.
- Dans la collection Lunes d'encre, aux Éditions Denoël, le roman est associé à L'Homme illustré et Le Pays d'octobre dans un volume intitulé Trois automnes fantastiques en 2002.
- Gallimard, collection Folio SF no 262, septembre 2006.